# Терезополис
Терезополис (на португалски: Teresópolis) е община в Югоизточна Бразилия, щат Рио де Жанейро. Влиза в икономико-статистическия микрорегион Серана. През 2007 г. населението наброява 150 268 души. Заема площ от 770,507 км². Плътността на населението е 195 души на км².

## История
Градът е основан на 6 юли 1891 година.

## Статистика
- Брутен вътрешен продукт за 2005 г. е 1.596,477 милиона реала (данни: Бразилски институт по география и статистика).
- Брутен вътрешен продукт на човек от населението за 2005 г. е 10.717,00 реала (данни: Бразилски институт по география и статистика]).
- Индекс на човешко развитие за 2000 г. е 0,790 (данни: Програма за развитие на ООН).

## География
Климатът е планинско-тропичен. Според Климатична класификация на Кьопен, климатът се отнася към категория Cwb.